# La Hayuela
La Hayuela é uma localidade do município de Udías (Cantábria.  No ano 2014 contava com uma população de 184 habitantes (INE). A localidade encontra-se a 307 metros de altitude sobre o nível do mar, e a 2 quilómetros da capital municipal, Pumalverde.

## Personagens ilustres
- Constantino Zaballa Gutiérrez, ciclista profissional.